# Ołeksandr Markowniczenko
Ołeksandr Mykołajowycz Markowniczenko (ukr. Олександр Миколайович Марковніченко, ur. 8 maja 1970) – ukraiński kolarz szosowy, złoty medalista mistrzostw świata.

## Kariera
Największy sukces w karierze Ołeksandr Markowniczenko osiągnął w 1990 roku, kiedy wspólnie z Ołehem Hałkinem, Rusłanem Zotowem i Igorem Patienko zdobył złoty medal w drużynowej jeździe na czas na mistrzostwach świata w Utsunomiya. Był to jednak jedyny medal wywalczony przez niego na międzynarodowej imprezie tej rangi. Nigdy nie wystąpił na igrzyskach olimpijskich. W 1990 roku został uhonorowany tytułem Mistrza Sportu Związku Radzieckiego.
Od połowy lat 90. do 2001 roku jego żoną była białoruska kolarka torowa, Natalla Cylinska. 